# Одликаши
„Одликаши” је југословенска телевизијска серија снимљена 1976. године у продукцији ТВ Сарајево.

## Улоге
| Глумац              | Улога               |
| ------------------- | ------------------- |
| Вања Албахари       | Лакмус (1 еп. 1976) |
| Шериф Аљић          | (1 еп. 1976)        |
| Мугдим Авдагић      | (1 еп. 1976)        |
| Владо Гаћина        | Дуги (1 еп. 1976)   |
| Суада Капић         | Весна (1 еп. 1976)  |
| Ферид Караица       | (1 еп. 1976)        |
| Оља Костић          | Мајка (1 еп. 1976)  |
| Бранко Личен        | (1 еп. 1976)        |
| Миодраг Радовановић | Отац (1 еп. 1976)   |
| Мирза Тановић       | Кенти (1 еп. 1976)  |
| Нермин Тулић        | Мали (1 еп. 1976)   |
| Небојша Вељовић     | (1 еп. 1976)        |

Комплетна ТВ екипа ▼
| Редитељ    | Милан Билбија      | (1 еп. 1976) |
| Сценариста | Ади Ахмет ИмамовиЋ | (1 еп. 1976) |
| Монтажер   | Зијад МехиЋ        | (1 еп. 1976) |